# Richarville
Richarville je obec v jihozápadní části metropolitní oblasti Paříže ve Francii v departmentu Essonne a regionu Île-de-France. Od centra Paříže je vzdálena 50 km.

## Geografie
Sousední obce: Corbreuse, Les Granges-le-Roi, Authon-la-Plaine, La Forêt-le-Roi, Plessis-Saint-Benoist a Boutervilliers.

## Vývoj počtu obyvatel
Počet obyvatel